# 欧州委員会人道援助・市民保護総局
欧州委員会人道援助・市民保護総局（ECHO）とは、海外人道支援と市民保護を行うための欧州連合（EU）の欧州委員会の部署である。かつては欧州共同体人道援助局と呼ばれていた。
ECHOは2013年に13億5000ユーロの緊急援助を行った。欧州連合（EU）は2000年以来、人道支援に対する世界第2位の資金提供者であり、2009年には世界第1位のアメリカ合衆国と合わせて50％以上の資金を拠出した。ECHOが資金提供したプロジェクトは毎年90カ国で1億2000万人以上の役に立っている。
ECO自体は人道的介入プログラムを持っていないが、NGOや国際連合、赤十字社など約200の幅広い組織に資金提供をしている。2013年現在、ECHOは39カ国に44の拠点事務所を持ち、149人の人道支援の国際的な専門家や315人の地元職員を擁している。拠点事務所はその国・地域の現在・将来の需要を日々分析し、介入戦略や政策策定に寄与し、ECHOの資金提供活動に技術的な援助を行い、介入活動の適切な監視と現場での寄付調整の円滑化を行っている。
この他にECHOは2001年に創設された欧州連合の市民保護機構の運営を行っており、ヨーロッパ各国の市民保護当局者の連携を促している。機構には現在31各国が参加しており、欧州連合の28カ国に加えてアイスランド、ノルウェー、マケドニア共和国も参加している。機構はヨーロッパやそれ以外で起きた自然災害や人災の被害者に対して、参加各国が協調的な支援を行えるように構成されている。
EUが2012年にノーベル平和賞を受賞した後、欧州委員会（バローゾ委員会）は賞金を新計画「子供の平和」に使うことを認めた。2013年の予算は約200億ユーロだったが、2014年には400億ユーロに倍増した